# هنري تي. بانون
هنري تي. بانون هو محامي وسياسي أمريكي، ولد في 5 يونيو 1867 في بورتسموث في الولايات المتحدة، وتوفي بنفس المكان في 6 سبتمبر 1950. نشط حزبياً في الحزب الجمهوري. وقد انتخب عضو مجلس النواب الأمريكي ‏.